# Nikola Avramov
 (juillet 2025).
La mise en forme du texte ne suit pas les recommandations de Wikipédia : il faut le « wikifier ».
Les points d'amélioration suivants sont les cas les plus fréquents :
- Les titres sont pré-formatés par le logiciel. Ils ne sont ni en capitales, ni en gras.
- Le texte ne doit pas être écrit en capitales (les noms de famille non plus), ni en gras, ni en italique, ni en « petit »…
- Le gras n'est utilisé que pour surligner le titre de l'article dans l'introduction, une seule fois.
- L'italique est rarement utilisé : mots en langue étrangère, titres d'œuvres, noms de bateaux, etc.
- Les citations ne sont pas en italique mais en corps de texte normal. Elles sont entourées par des guillemets français : « et ».
- Les listes à puces sont à éviter, des paragraphes rédigés étant largement préférés. Les tableaux sont à réserver à la présentation de données structurées (résultats, etc.).
- Les appels de note de bas de page (petits chiffres en exposant, introduits par l'outil «  Source ») sont à placer entre la fin de phrase et le point final[comme ça].
- Les liens internes (vers d'autres articles de Wikipédia) sont à choisir avec parcimonie. Créez des liens vers des articles approfondissant le sujet. Les termes génériques sans rapport avec le sujet sont à éviter, ainsi que les répétitions de liens vers un même terme.
- Les liens externes sont à placer uniquement dans une section « Liens externes », à la fin de l'article. Ces liens sont à choisir avec parcimonie suivant les règles définies. Si un lien sert de source à l'article, son insertion dans le texte est à faire par les notes de bas de page.
- La présentation des références doit suivre les conventions bibliographiques. Il est recommandé d'utiliser les modèles {{Ouvrage}}, {{Chapitre}}, {{Article}}, {{Lien web}} et/ou {{Bibliographie}}. Le mode d'édition visuel peut mettre en forme automatiquement les références.
- Insérer une infobox (cadre d'informations à droite) n'est pas obligatoire pour parachever la mise en page.

Pour une aide détaillée, merci de consulter Aide:Wikification.
Si vous pensez que ces points ont été résolus, vous pouvez retirer ce bandeau et améliorer la mise en forme d'un autre article.
Pour les articles homonymes, voir Avramov.
Nikola Vassilev Avramov (en bulgare : Никола Василев Аврамов) est un peintre bulgare né le 21 mai 1897 à Yambol et mort 15 juin 1945 à Sofia.

## Biographie

### Jeuhesse
Né le 21 mai 1897 à Yambol, il est le fils de Vasil Avramov, originaire de Kalofer et de Tsvetana Kancheva, originaire de Gabrovo. Il a un frère, Racho, et une sœur, Dora.
En 1921, il obtient son diplôme de peinture à l'Académie nationale des arts de Sofia auprès du professeur Ivan Markvichka. 

### Carrière
Entre 1924 et 1934, il fut artiste au Musée national de Sofia. 
En 1944, il travaille dans l'équipe de Karl Yordanov pour la restauration des fresques de l'église de Boyana. 

### Mort
Il est mort  le 15 juin 1945 à Sofia.

### Vie privée
Marié à Maria Milanova Shtarkelova, nièce du peintre Konstantin Shturkelov, il a trois enfants : le professeur Vasil Metev, le violoniste Lalyo Avramov et la pianiste Tsvetana Avramova (née en 1938).

## Œuvre
Il peint le plus souvent des natures mortes, principalement des fruits. Des influences naturalistes se font sentir dans certaines de ses œuvres. À partir de 1924, il participe aux expositions d'art organisées par l'Union des sociétés d'artistes de Bulgarie et organisera deux expositions personnelles à Sofia.

Une grande partie de ses œuvres se trouve à l'étranger ou dans des collections privées, mais la majorité appartiennent et sont exposées à la Galerie nationale d'art, à la Galerie d'art municipale de Sofia, ou encore aux galeries d'art de Varna et de Samokov.

« Nikola Avramov est un artiste qui est resté dans l'histoire de l'art bulgare comme un maître de la nature morte, rempli d'objectivité matérielle et de sensibilité à la matière et aux matériaux, et capable de les maîtriser. »

— Rouzha Marinska

## Galerie

Peintures de Nikola Avramov
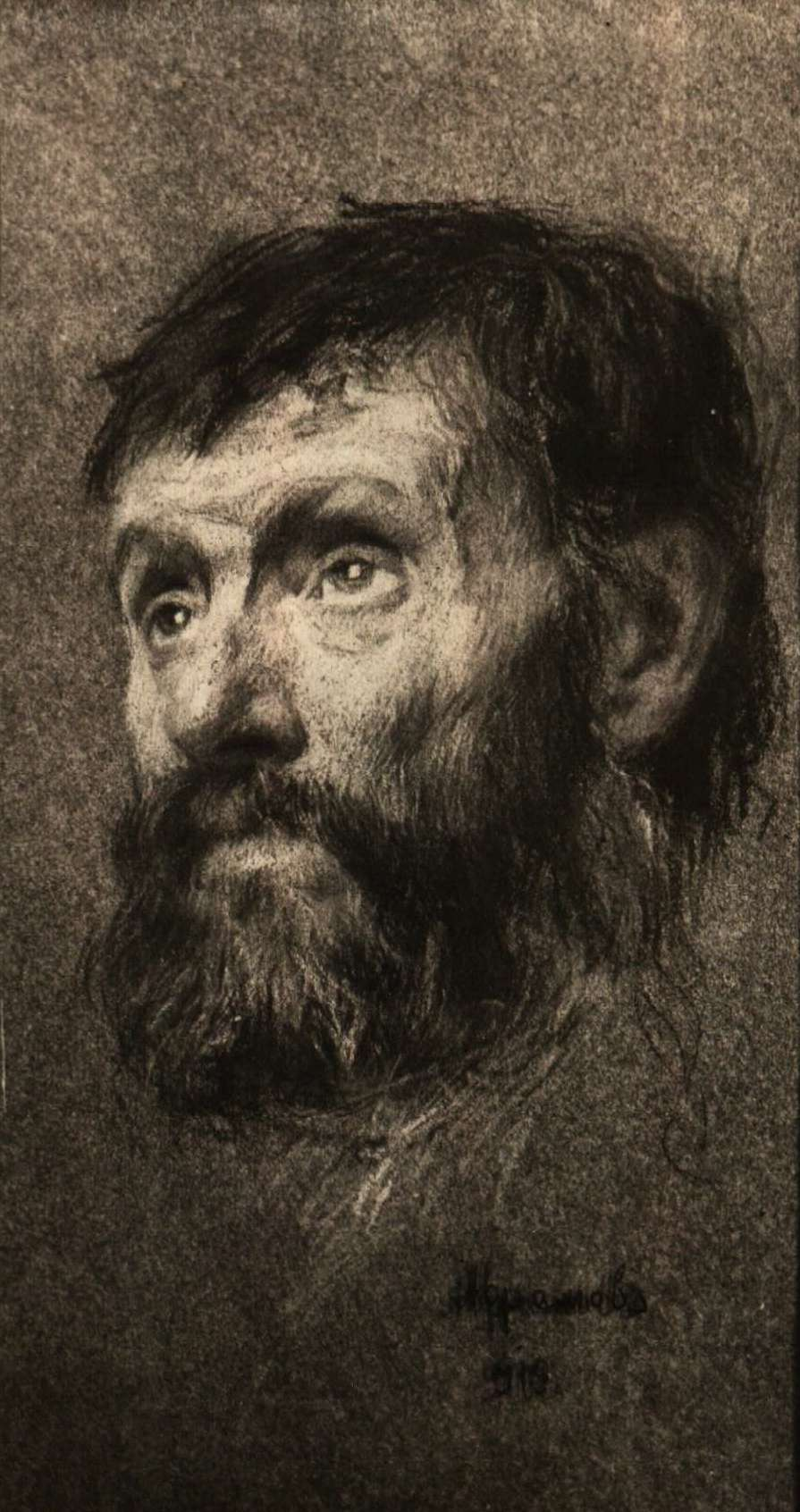
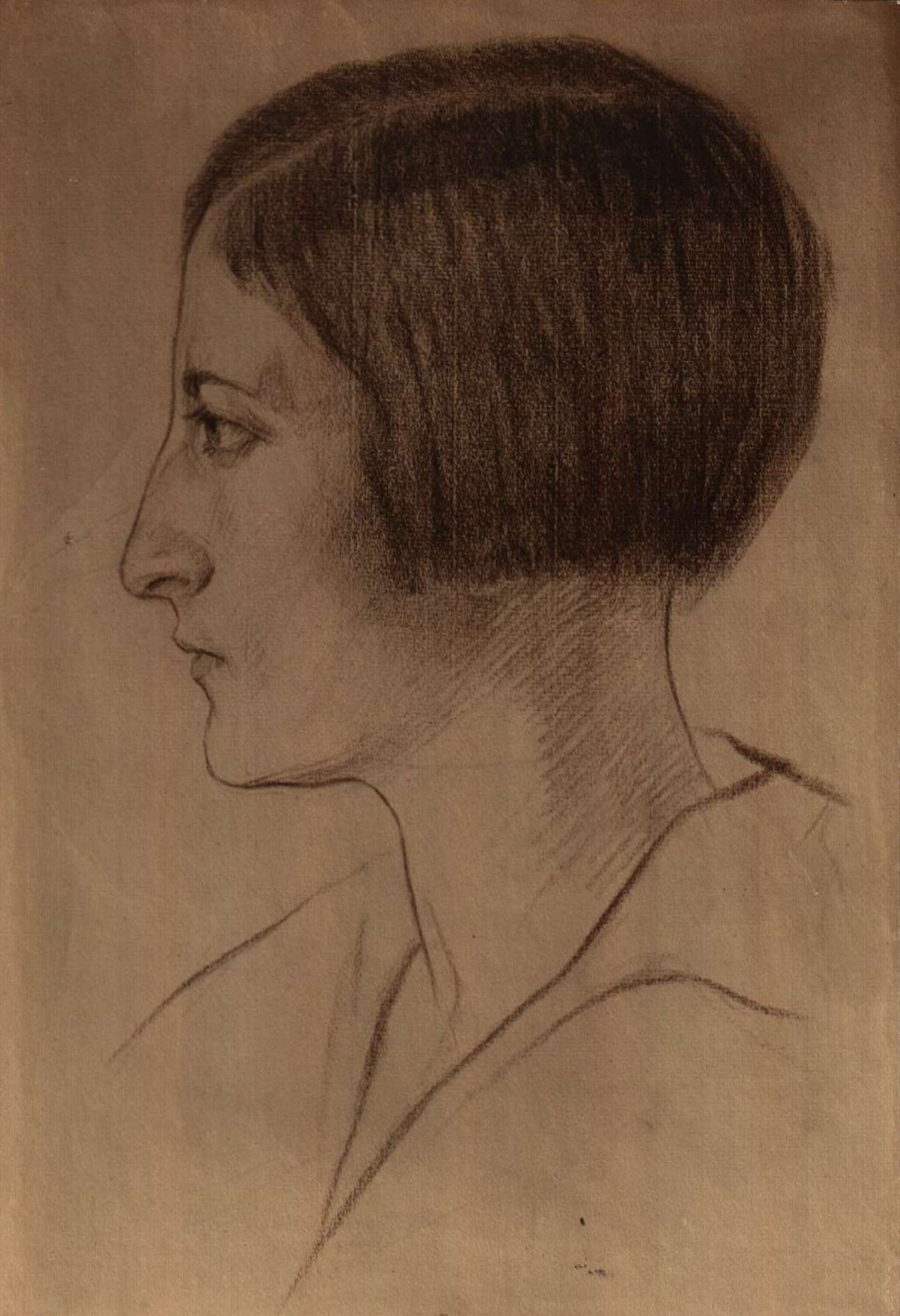
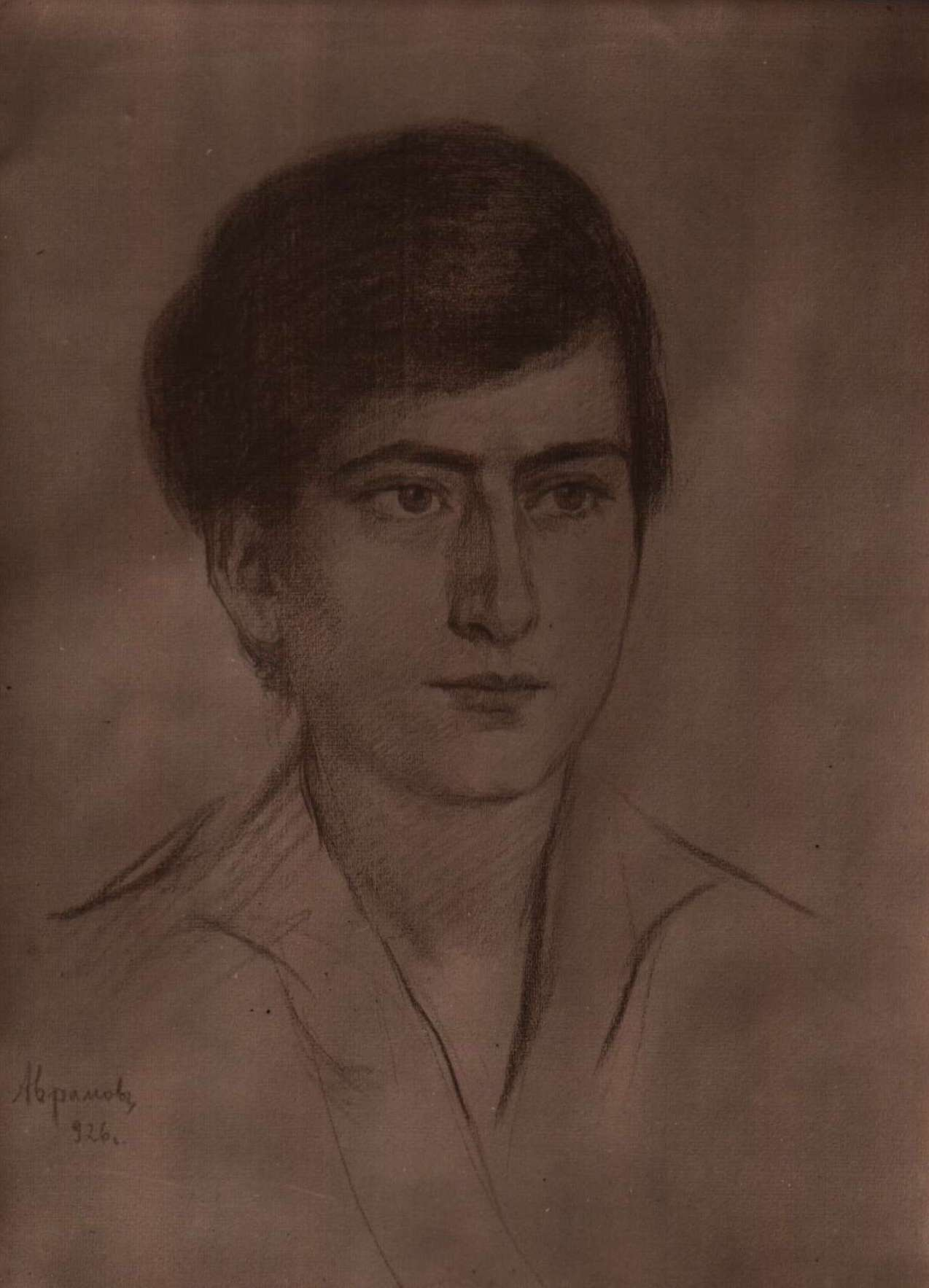
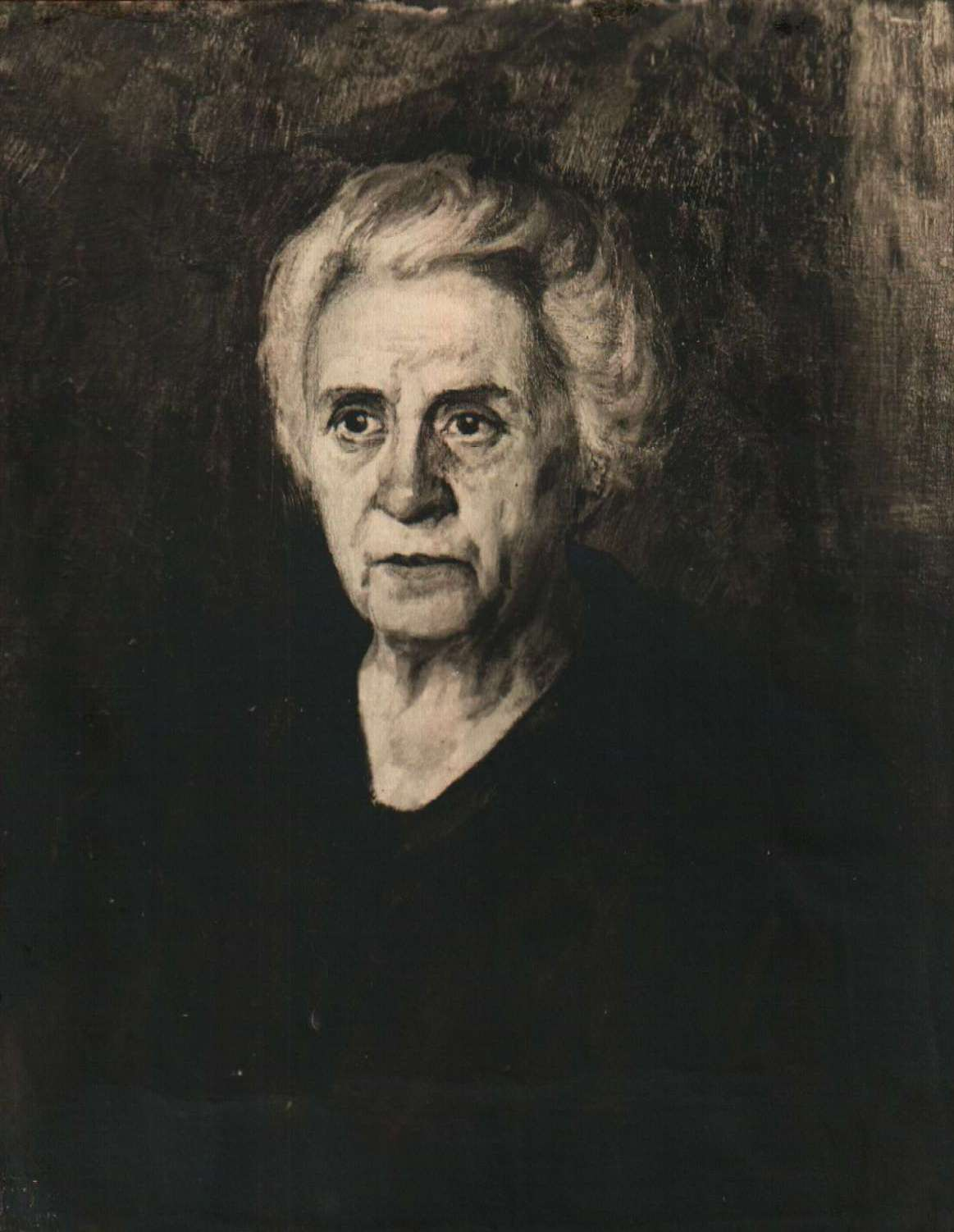
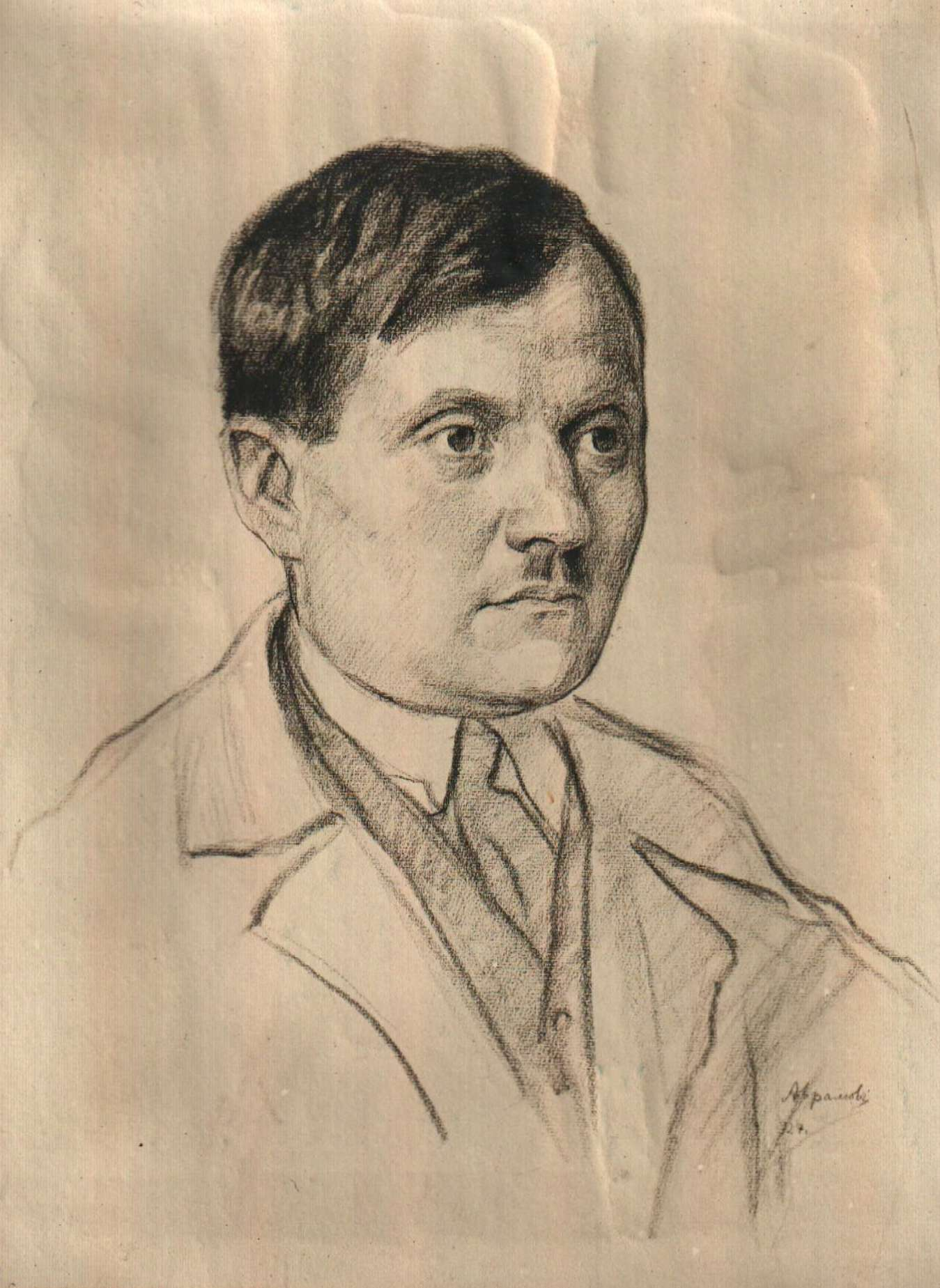
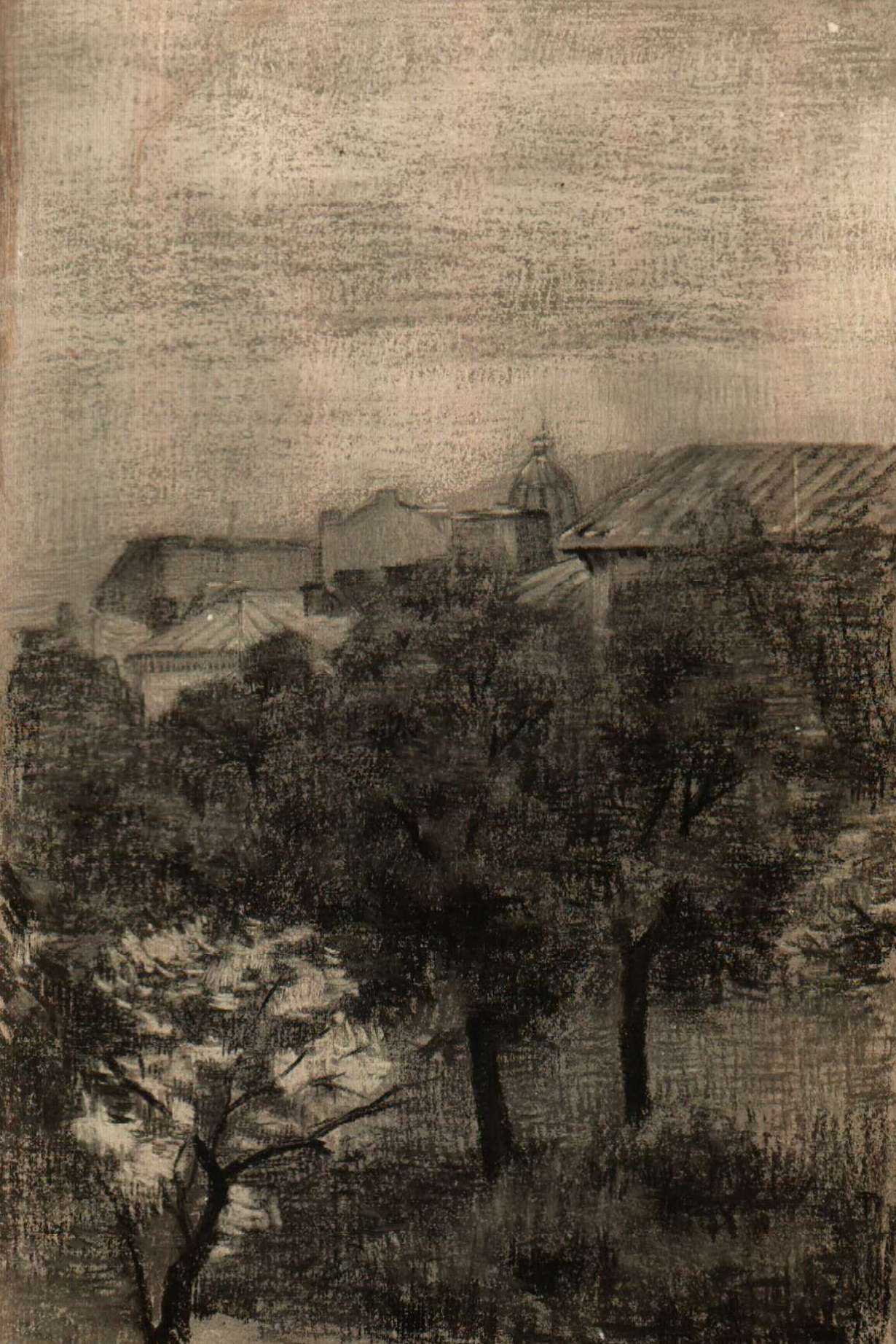
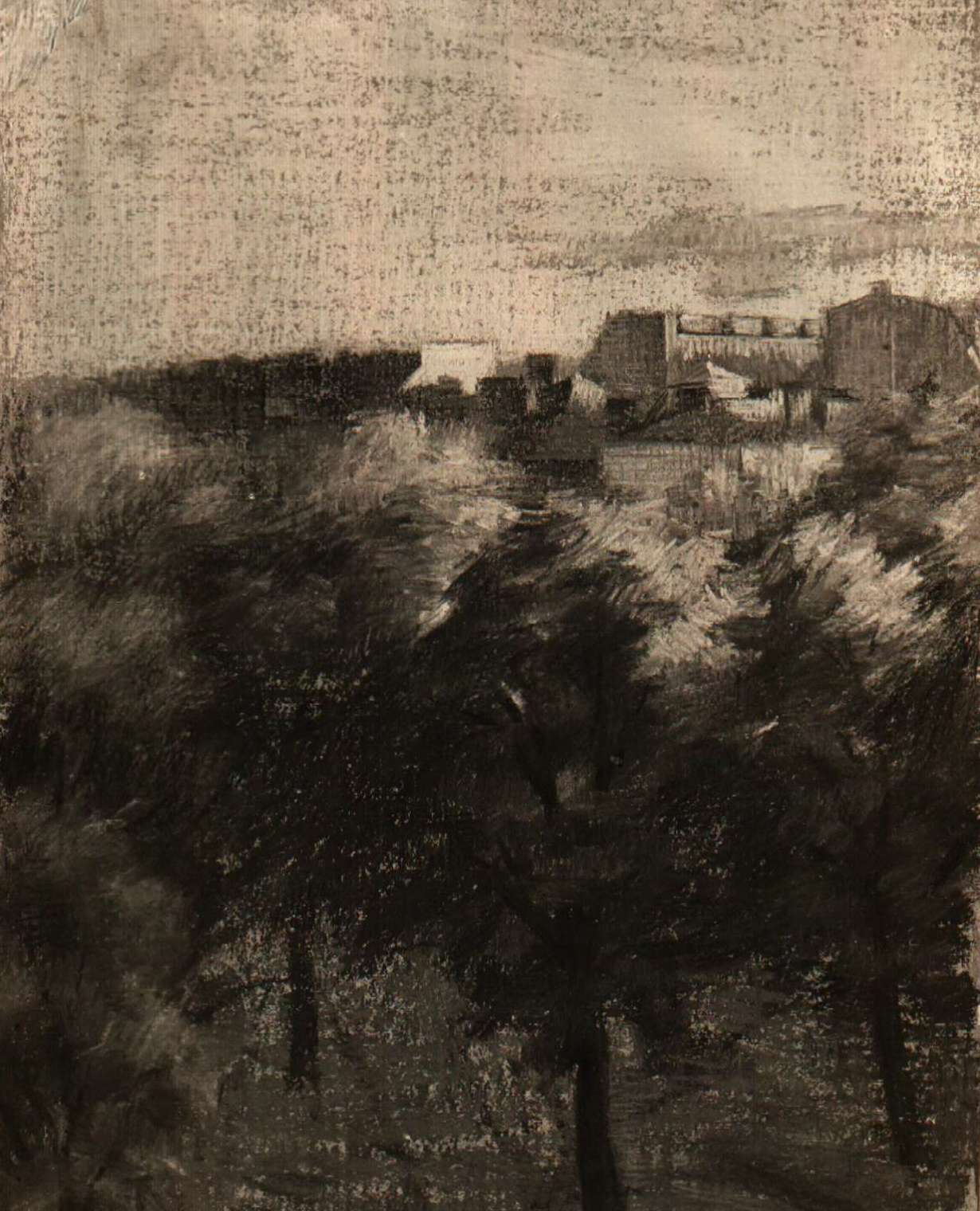
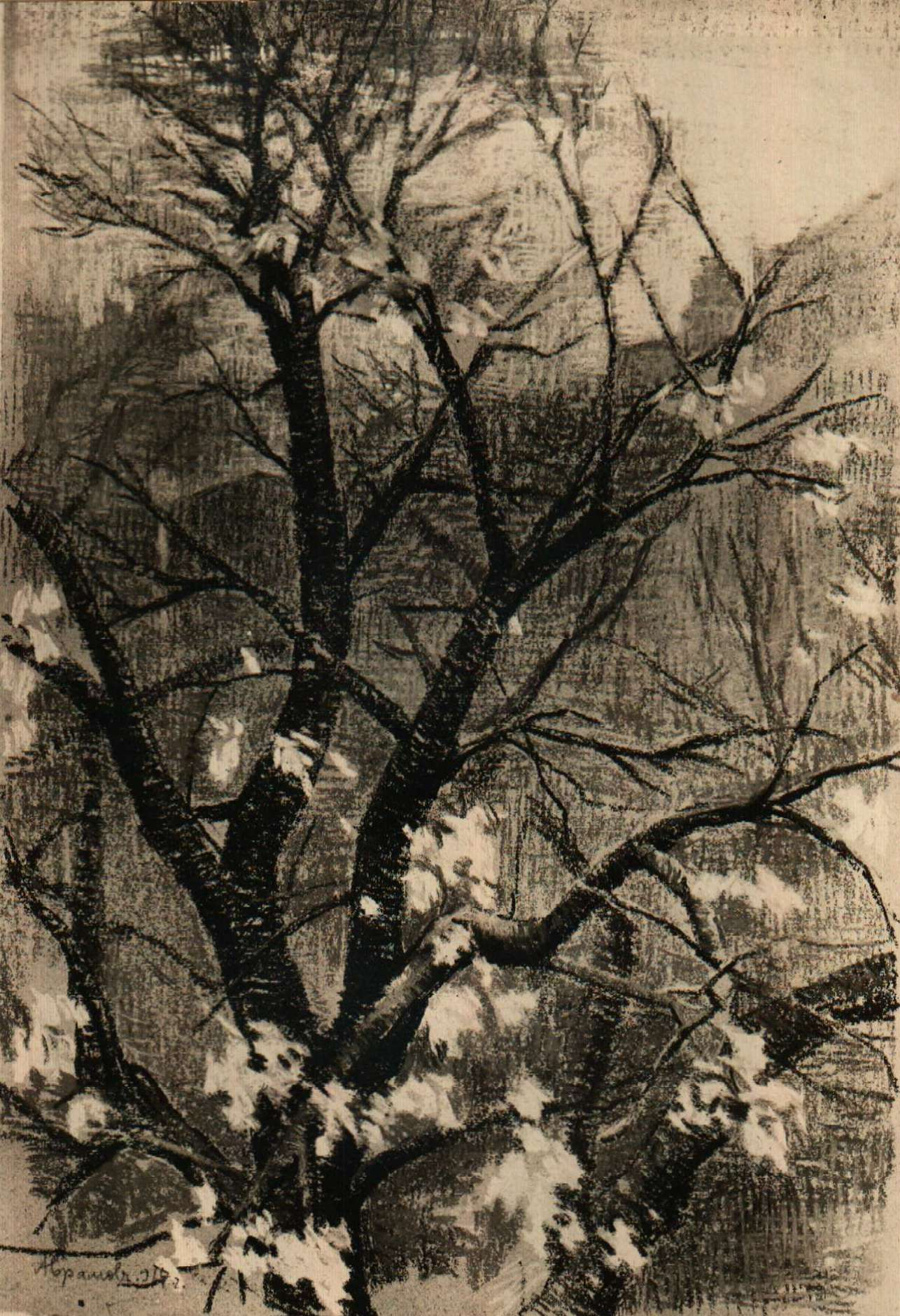
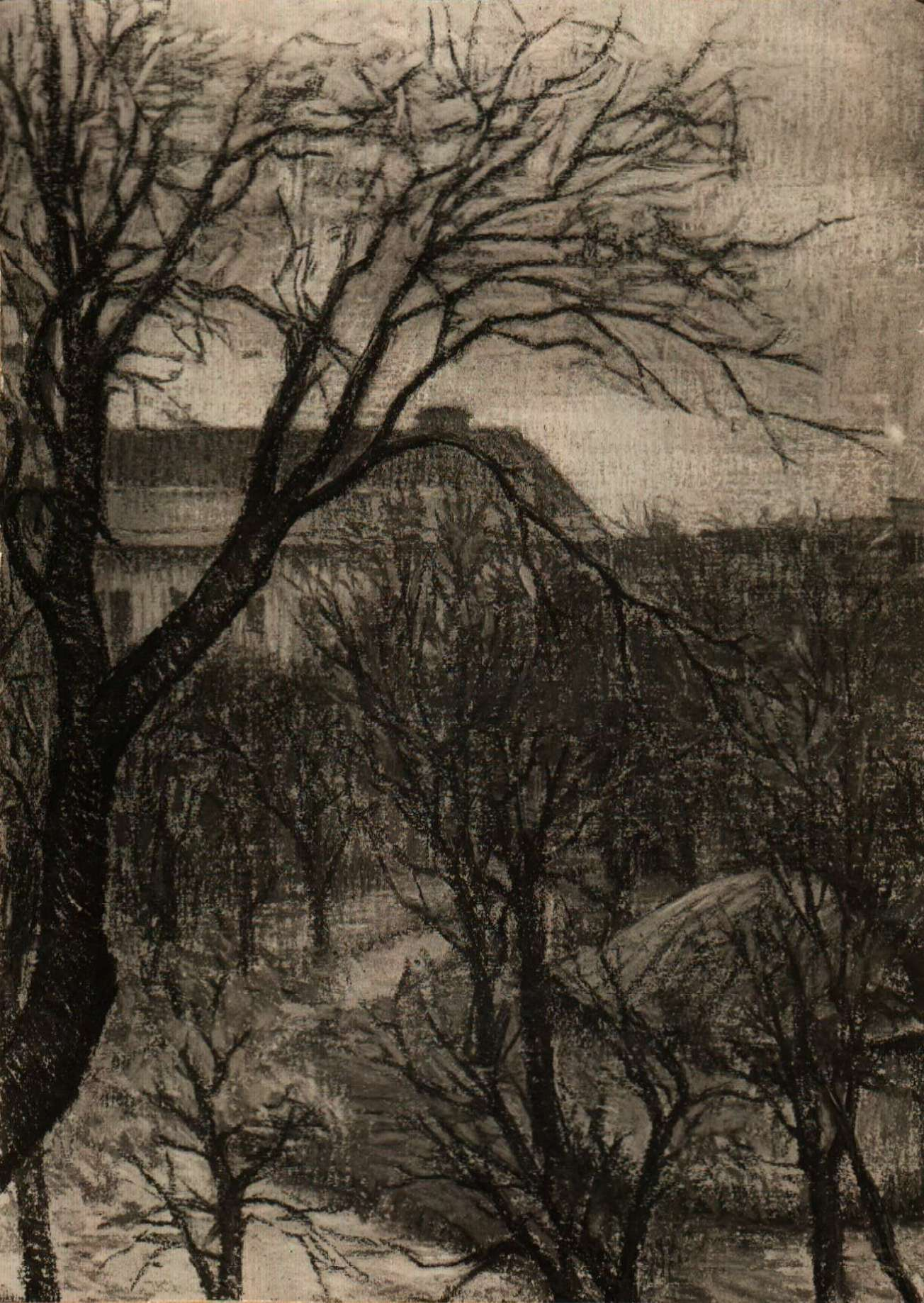
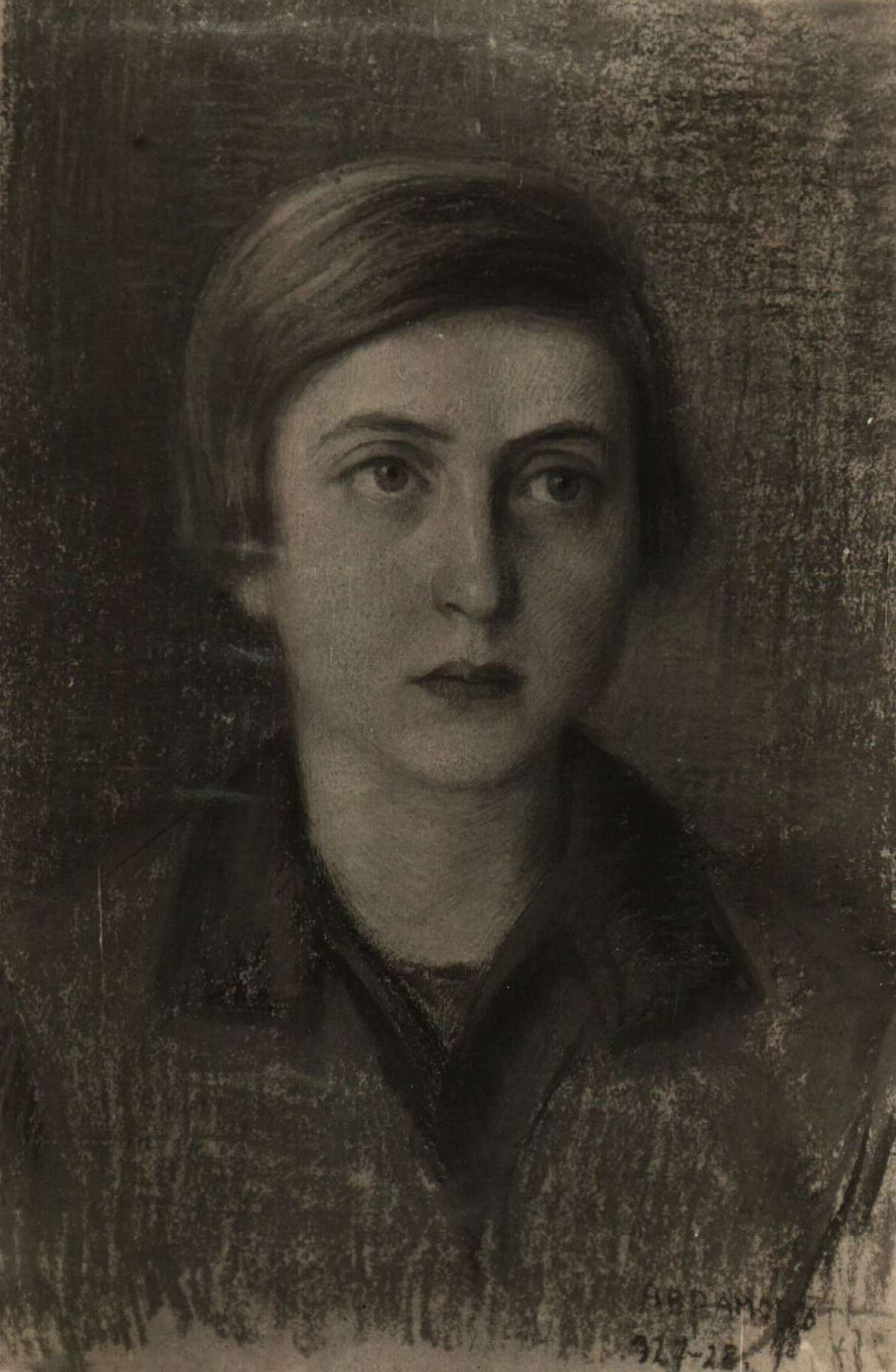
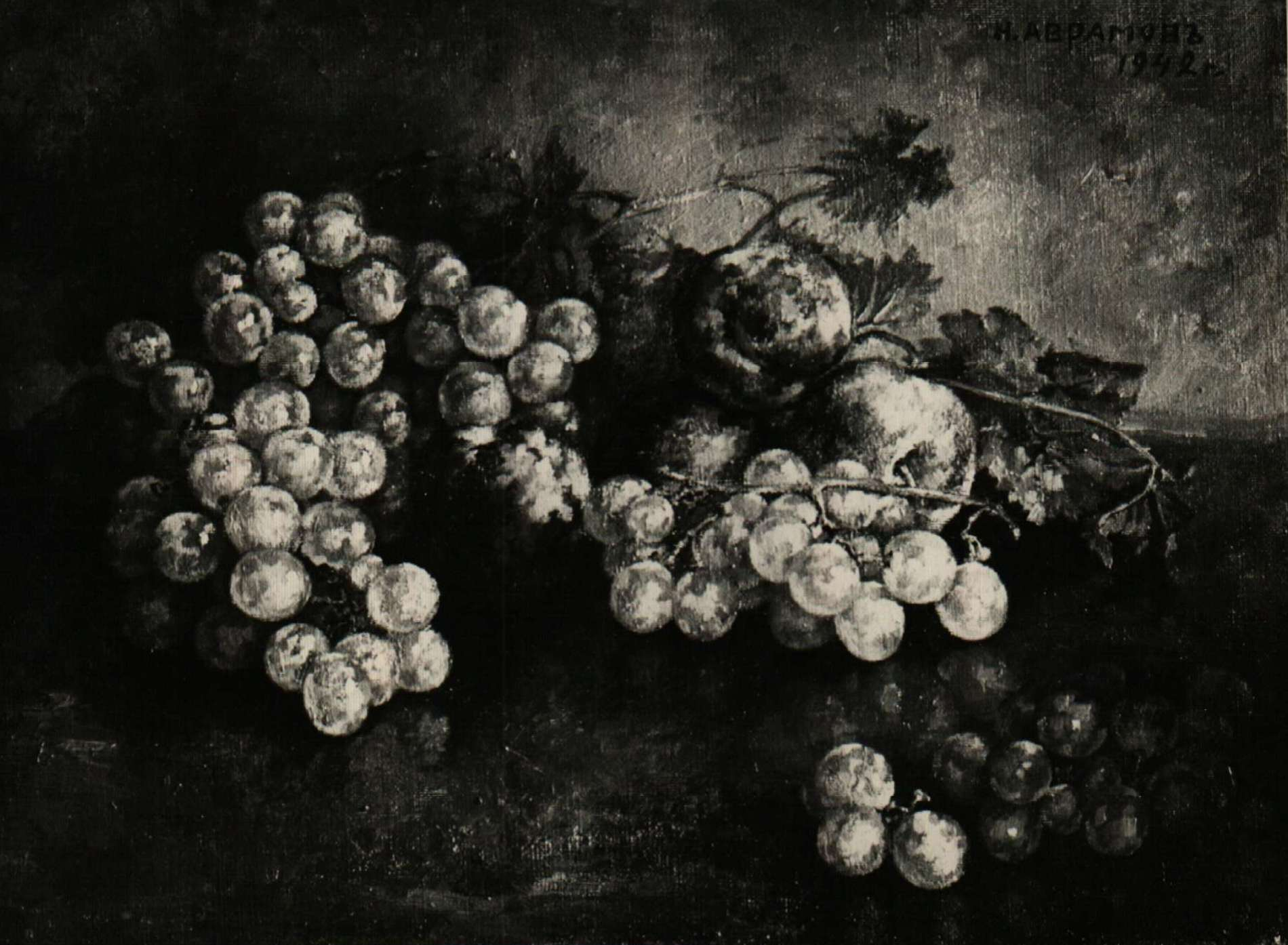
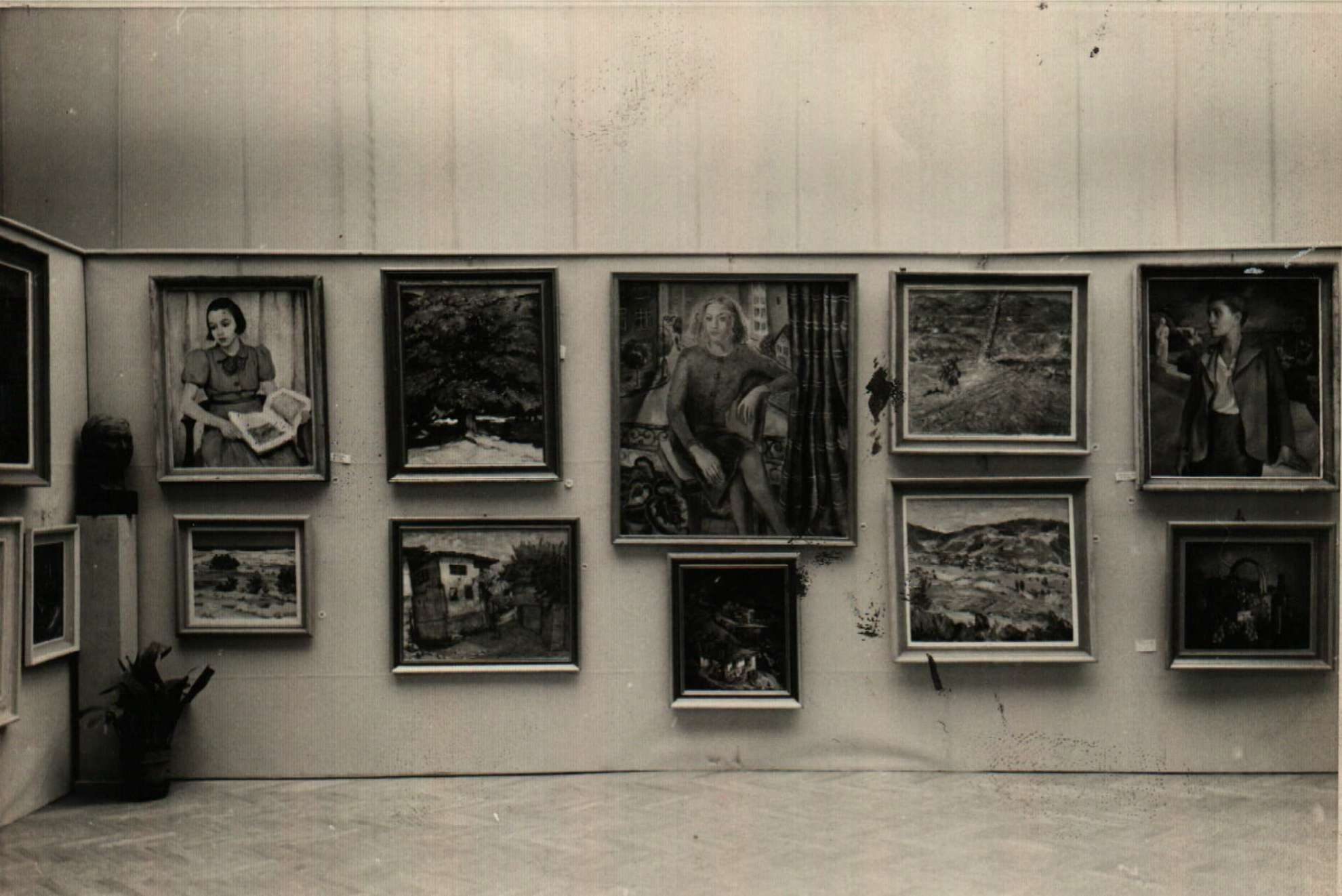
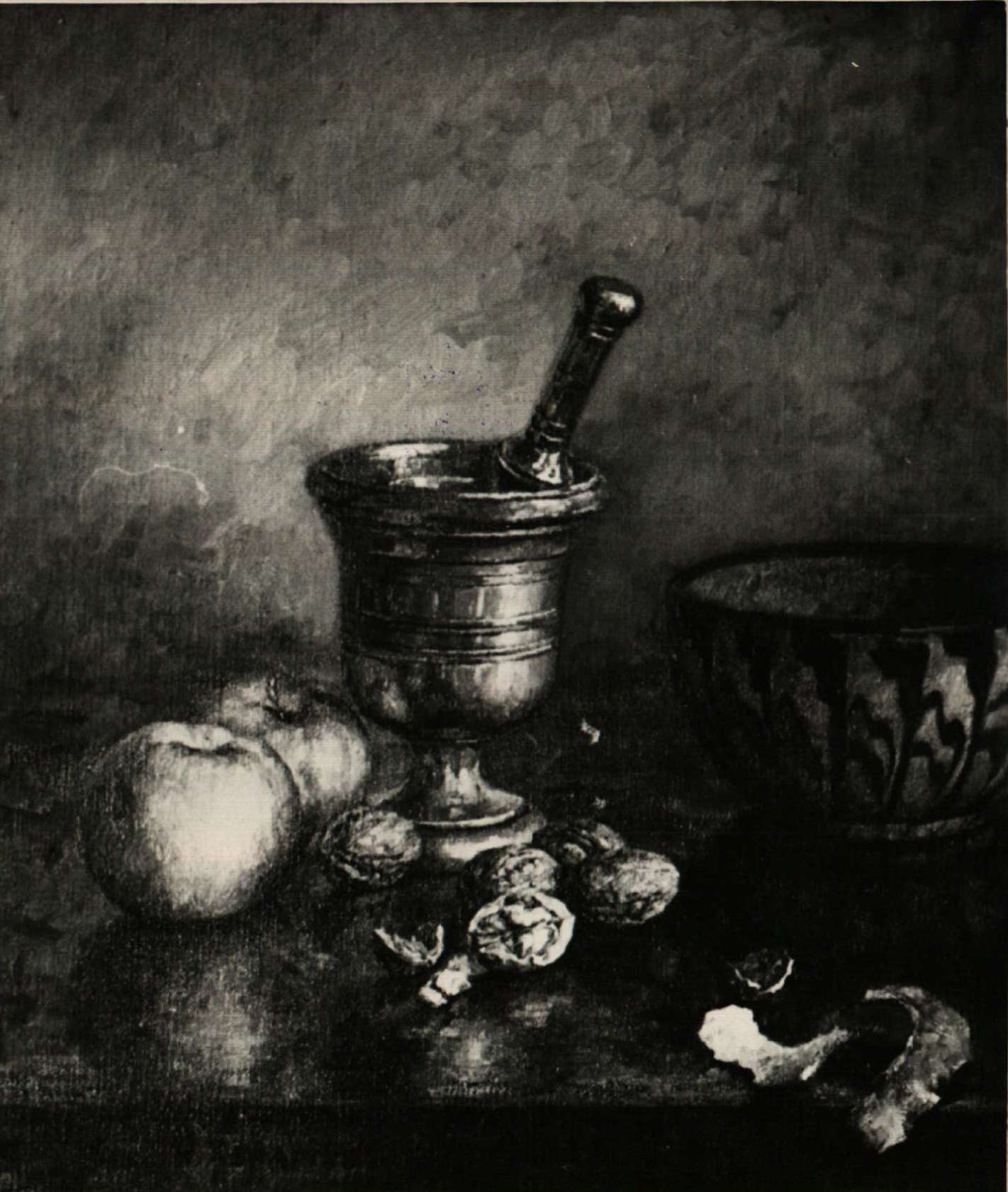
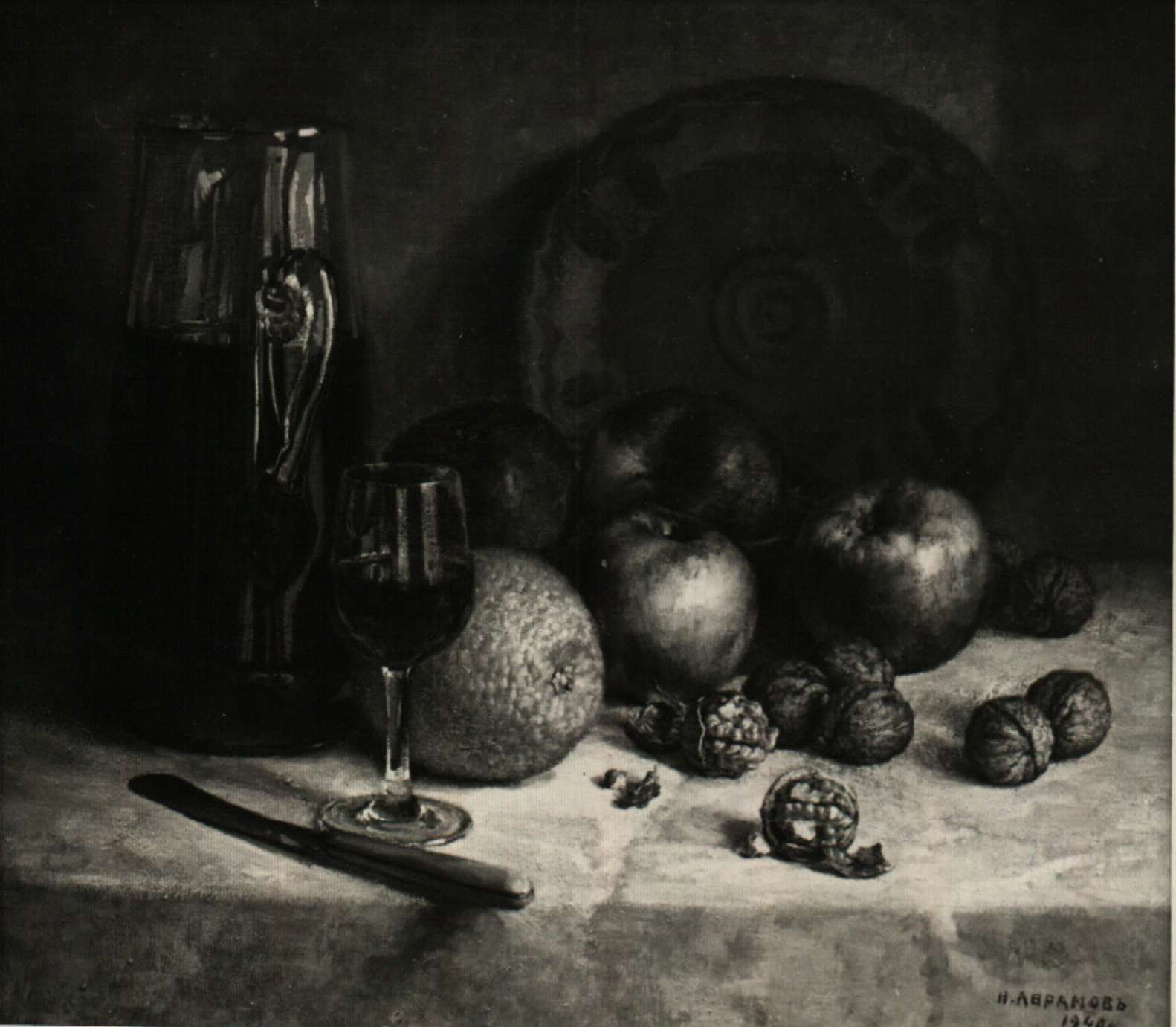
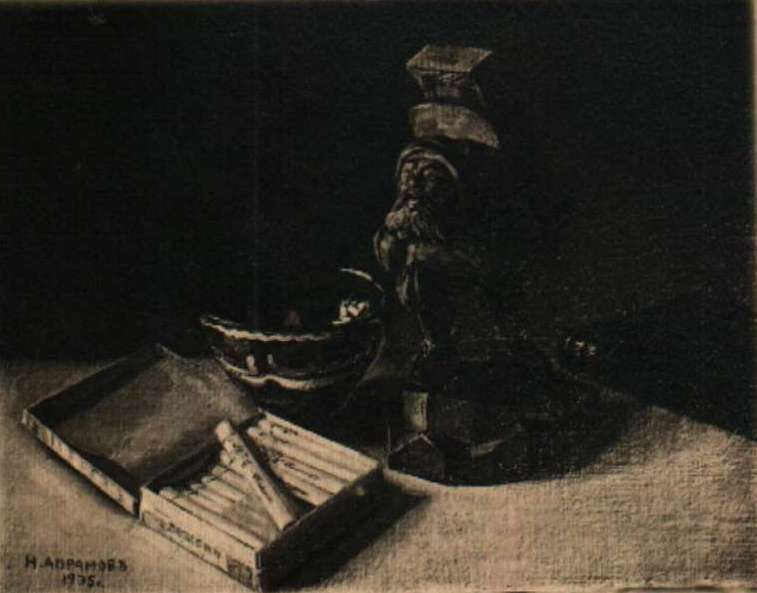
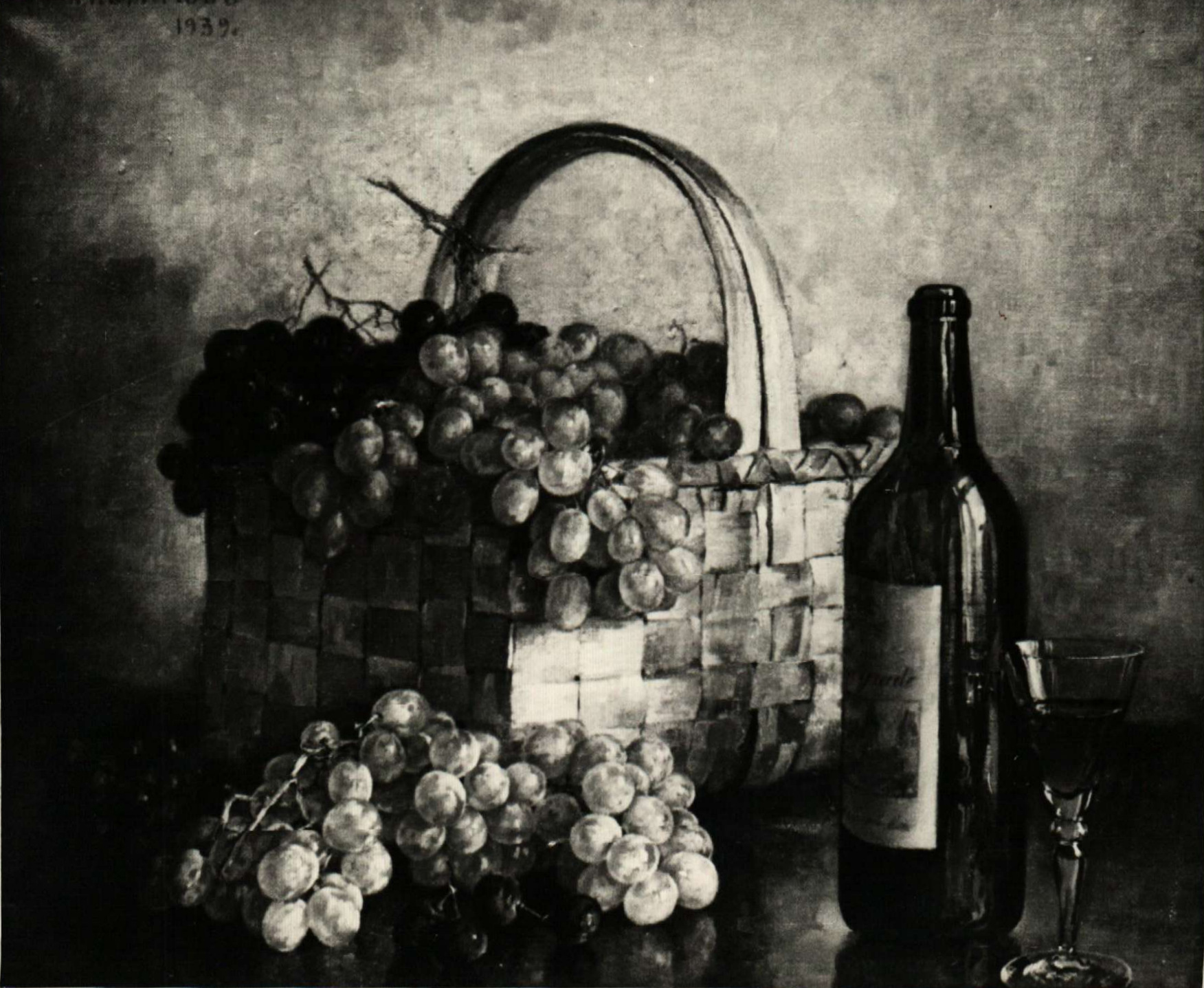
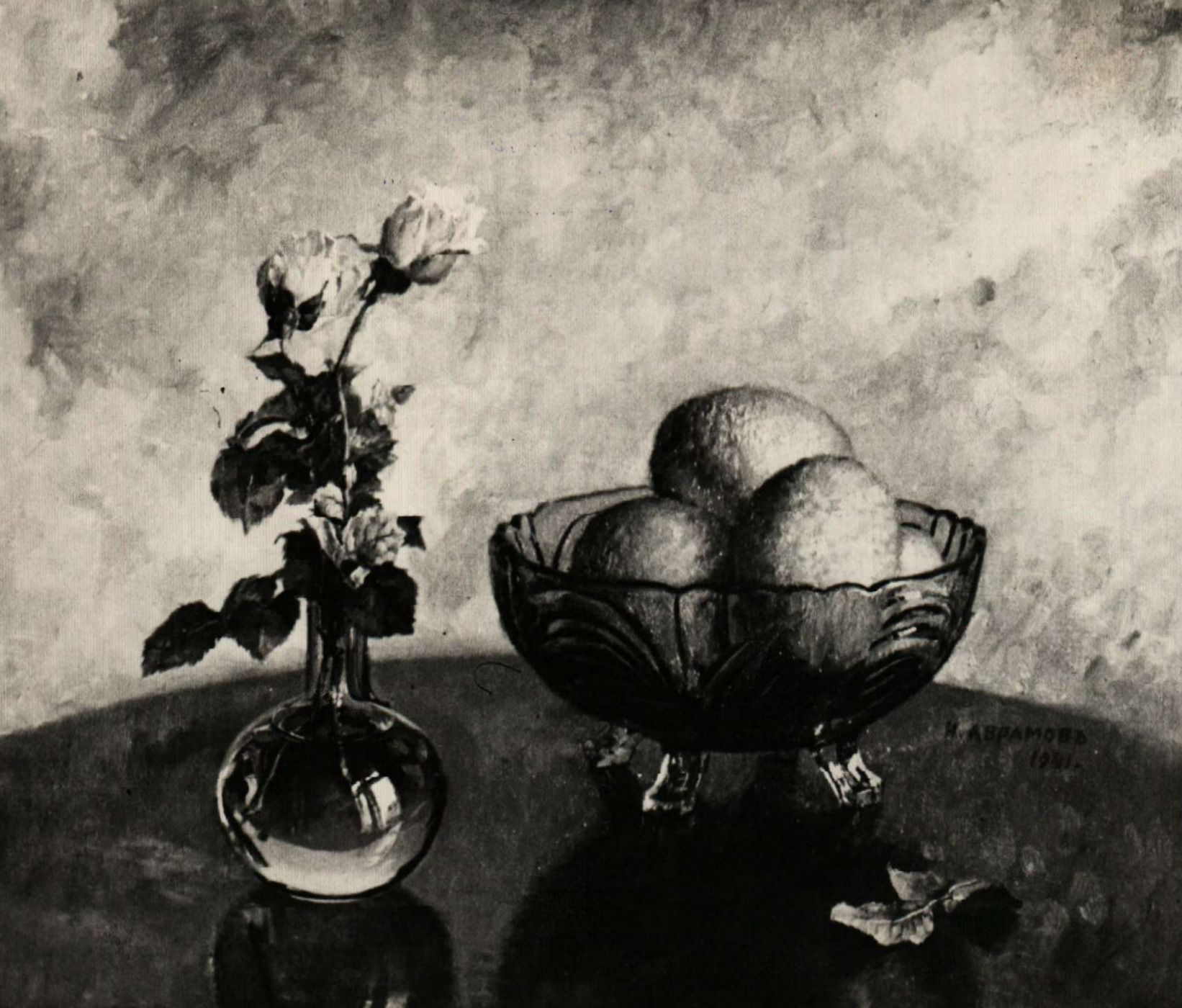
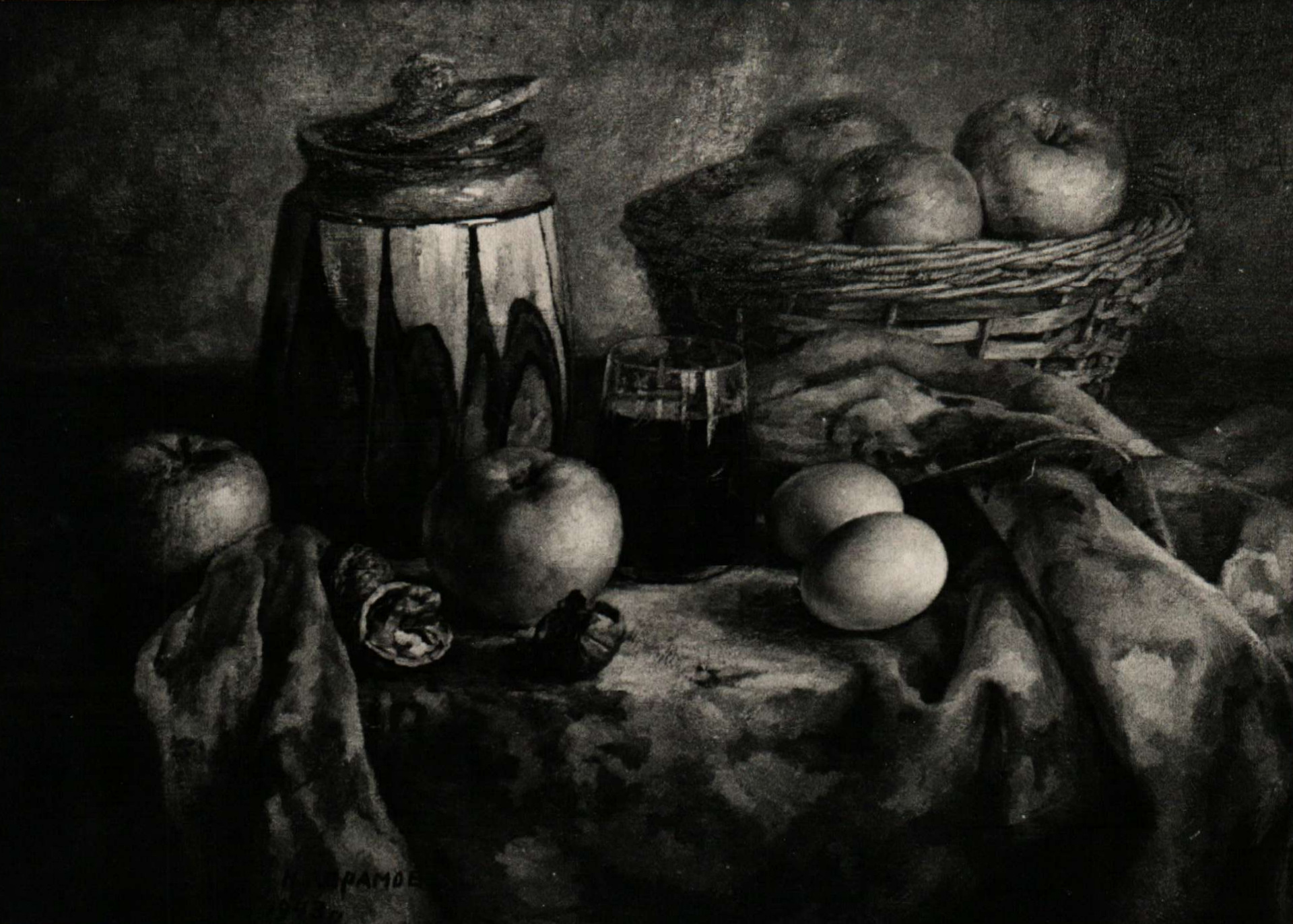
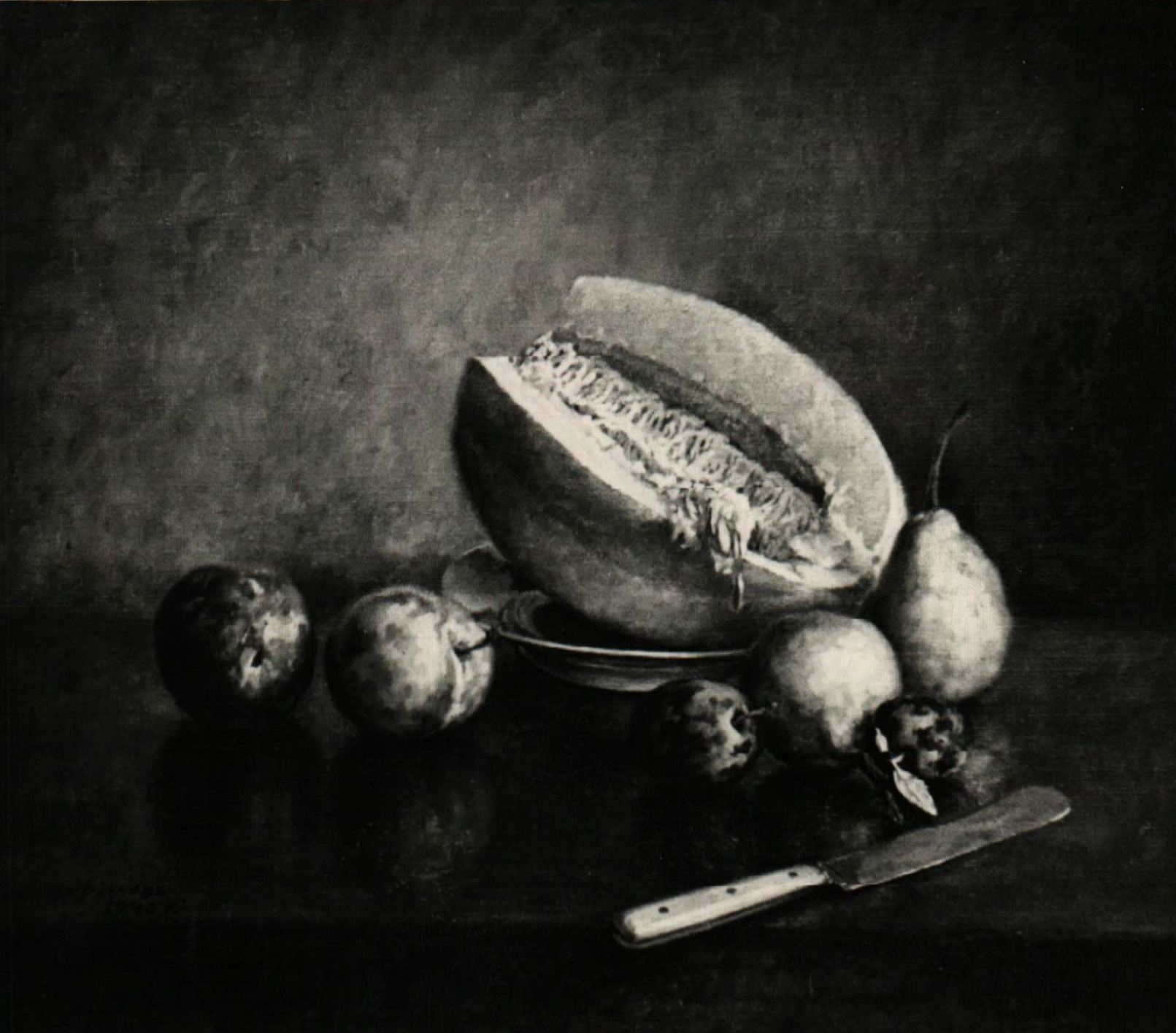

## Sources
- Encyclopédie des Beaux-Arts de Bulgarie, S., 1980, article 1, p.
- Peinture bulgare, 1925 – 1970 : Catalogue de la Galerie nationale d'art, S., 1971, pp. 119, 121, 410, 436.
- Catalogue. Peinture. Galerie d'art de la ville de Sofia, S., 2002, pp. 33 – 36.